# Guatteria nigrescens
A pindaíba-preta (Guatteria nigrescens) é uma árvore brasileira da família das anonáceas, comum em diversas formações vegetais.